# ゴルドン・シルデンフェルト
ゴルドン・シルデンフェルト（Gordon Schildenfeld, 1985年3月18日  - ）は、ユーゴスラビア（現クロアチア）・シベニク出身の元同国代表サッカー選手、サッカー指導者。現役時代のポジションはディフェンダー。

## 経歴

### クラブ
地元クラブのHNKシベニクでプロデビュー。2005-06シーズンは主力としてトップリーグ昇格に貢献した。
2007年1月、NKディナモ・ザグレブに移籍。すぐにレギュラーポジションを確保すると、フルヴァツキ・ノゴメトニ・クプ決勝・NKスラヴェン・ベルポ戦第2戦でゴールを挙げ優勝に貢献した。
2008年2月、ベシクタシュJKに移籍。しかしベシクタシュではポジションを確保できず、2度レンタル移籍したのちSKシュトゥルム・グラーツに完全移籍した。
その後はロシアやギリシャのクラブを転々とし、2015年夏に7シーズン振りに古巣ディナモ・ザグレブに復帰した。しかし2016-17シーズンより就任したイヴァイロ・ペテフ監督から戦力外を言い渡されると、2017年7月6日にキプロス・ファーストディビジョンのアノルトシス・ファマグスタへ加入した。

### 代表
2006年3月1日にU-21デンマーク代表との親善試合に出場。
スラヴェン・ビリッチ監督の下、A代表デビューを果たしたのは3年後の2009年11月14日のことで、リヒテンシュタイン代表との親善試合で58分にダリヨ・スルナと交代した。
EURO2012予選ではイスラエル代表戦とプレーオフのトルコ代表戦でフル出場、本大会では全3試合に出場した。
2015年3月28日のEURO2016予選・ノルウェー代表戦で初ゴール。本大会にも出場した。

## 人物
父はオーストリア系スロベニア人である。

## 代表歴

### 出場大会
- クロアチア代表
  - UEFA EURO 2012
  - 2014 FIFAワールドカップ
  - UEFA EURO 2016

### 試合数
- 国際Aマッチ 29試合 1得点（2009年-2016年）[4]

| クロアチア代表 | 国際Aマッチ | 国際Aマッチ |
| 年             | 出場        | 得点        |
| -------------- | ----------- | ----------- |
| 2009           | 1           | 0           |
| 2010           | 6           | 0           |
| 2011           | 2           | 0           |
| 2012           | 8           | 0           |
| 2013           | 2           | 0           |
| 2014           | 2           | 0           |
| 2015           | 2           | 1           |
| 2016           | 6           | 0           |
| 通算           | 29          | 1           |

## タイトル
シベニク
- ドルガHNL（南部） : 2005-06

ディナモ・ザグレブ
- プルヴァHNL : 2007-08, 2015-16
- フルヴァツキ・ノゴメトニ・クプ : 2008, 2016

シュトゥルム・グラーツ
- オーストリア・ブンデスリーガ : 2010-11
- オーストリア・カップ : 2010

パナシナイコス
- キペロ・エラーダス : 2013-14